# 207 Wschodni Oddział Konny
207 Wschodni Oddział Konny (niem. Ost-Reiter-Abteilung 207, ros. 207-й восточный конный дивизион) – oddział wojskowy Wehrmachtu złożony z Rosjan podczas II wojny światowej.
Oddział został sformowany w kwietniu 1942 r. na północy okupowanej Rosji na bazie szwadronu ochotniczego. Wchodził w skład 207 Dywizji Ochronnej gen. Karla von Tiedemanna. Zwalczał partyzantkę w rejonie jeziora Ładoga. W poł. listopada 1943 r. z powodu bardzo dużych strat został rozformowany. Ocaleli żołnierze zasilili 281 Wschodni Oddział Konny i 285 Wschodni Oddział Konny.